# Berberin
Berberin je kvaterna amonijeva sol protoberberinske skupine alkaloidov, ki se nahajajo v več rastlinah, kot so navadni češmin (Berberis vulgaris), indijski češmin (Berberis aristata), navadna mahonija (Mahonia aquifolium), kanadski zlati koren (Hydrastis canadensis), Xanthorhiza simplicissima, amurski plutnik (Phellodendron amurense), kitajski koptis (Coptis chinensis) ... Berberin se običajno nahaja v rastlinskih koreninah, gomoljih, steblih in lubju.
Zaradi njegove rumene obarvanosti so nekatere vrste rastlin iz rodu češmina nekoč uporabljali za barvanje volne, lesa in usnja. Pod ultravijolično svetlobo berberin fluorescira močno rumeno, zaradi česar je uporaben v barvilih v histologiji, za barvanje heparina v mastocitih. Kot naravno barvili ima berberin barvni indeks 75160.

## Učinki, raziskave in neželeni učinki
Berberin naj bi učinkoval pri več bolezenskih stanjih, kot so presnovne bolezni, vnetja, jetrna in ledvična okvara ter bolezni prebavil, vendar so dokazi o tem skopi. Pregledna študija iz leta 2023 je pokazala, da lahko berberin zmerno ugodno vpliva na koncentracije krvnih maščob.
V zadnjem času je berberin postal priljubljeno prehransko dopolnilo, omenjano na spletu in družbenih omrežjih kot učinkovita pomoč pri hujšanju. Strokovnjaki opozarjajo, da ni dovolj dokazov iz kliničnih preskušanj ter da obstajajo tudi tveganja ob uživanju berberina. Na splošno je sicer ob peroralni uporabi dobro prenosljiv, a lahko povzroča neželene učinke, kot so bolečina v trebuhu, zaprtje, driska, slabost in bruhanje. Nosečnicam in doječim materam ter otrokom se njegova uporaba odsvetuje. Pri novorojencih lahko povzroči poslabšanje zlatenice, kar je lahko tudi življenjsko ogrožajoče.
Berberin je šibek zaviralec encimov CYP2D6 in CYP3A4, ki sta vključena v presnovo endogenih snovi in ksenobiotikov, vključno s številnimi zdravili.